# Сайт-визитка

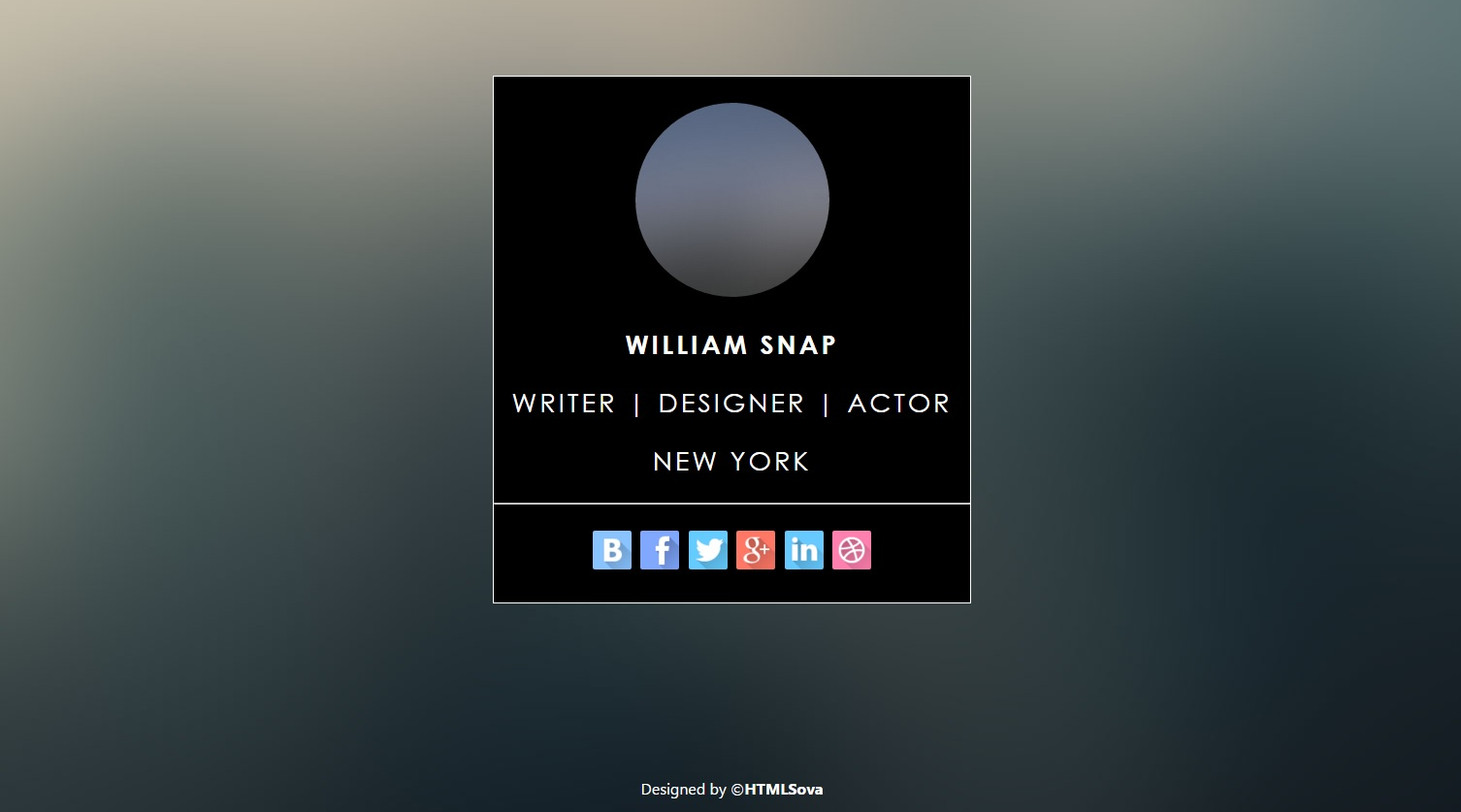
Сайт-визитка

Сайт-визитка — небольшой сайт, как правило, состоящий из одной (или нескольких) веб-страниц и содержащий основную информацию об организации, частном лице, компании, товарах или услугах, прейскуранты, контактные данные.
Часто сайт-визитку используют компании, которые не хотят нести большие затраты на создание отдельного сайта. Очень часто при покупке доменного имени для почты устанавливается сайт-заглушка или сайт-визитка.

## Реализации
Сайт-визитка может быть как динамическим, так и статическим сайтом.
Часто содержат значительные объёмы графики, в том числе анимации или Flash.
Ещё одной разновидностью сайтов-визиток являются сайты, созданные с применением т. н. Flash-технологий, когда весь сайт-визитка располагается на одной веб-странице, предназначенной исключительно для загрузки Flash-приложения, а вся навигация и содержимое выполнены в самом Flash-ролике.